# Philodromus tuvinensis
Philodromus tuvinensis es una especie de araña cangrejo del género Philodromus, familia Philodromidae. Fue descrita científicamente por Szita & Logunov en 2008..